# Jardin botanique d'Erevan
Le jardin botanique d'Erevan est un jardin botanique situé à Erevan, la capitale de l'Arménie. Fondé en 1935, il relève de l'Institut de botanique de l'Académie nationale des sciences de la République d'Arménie et s'étend sur 80 hectares.

## Situation géographique
Le jardin botanique est situé au nord-est d'Erevan, dans le district de Nor Nork, à 1 143 mètres d'altitude ; faisant face au Waterworld local, il s'étend sur 80 hectares.
Il dispose de deux antennes régionales, le jardin botanique de Sevan (marz de Gegharkunik) et le jardin botanique de Vanadzor (marz de Lorri).

## Histoire
Le jardin botanique d'Erevan est créé à l'époque soviétique, en 1935, et est placé ultérieurement sous la supervision de l'Institut de botanique de l'Académie arménienne des sciences. Après l'indépendance, le financement public s'est tari et il ne survit qu'en raison des efforts de ses employés.

## Collections
Le jardin comprend un arboretum et un herbarium ; parmi ses collections, on retrouve en particulier : Syringa, Clematis, Sorbus, Philadelphus, divers conifères, ainsi que des représentants de la flore locale.

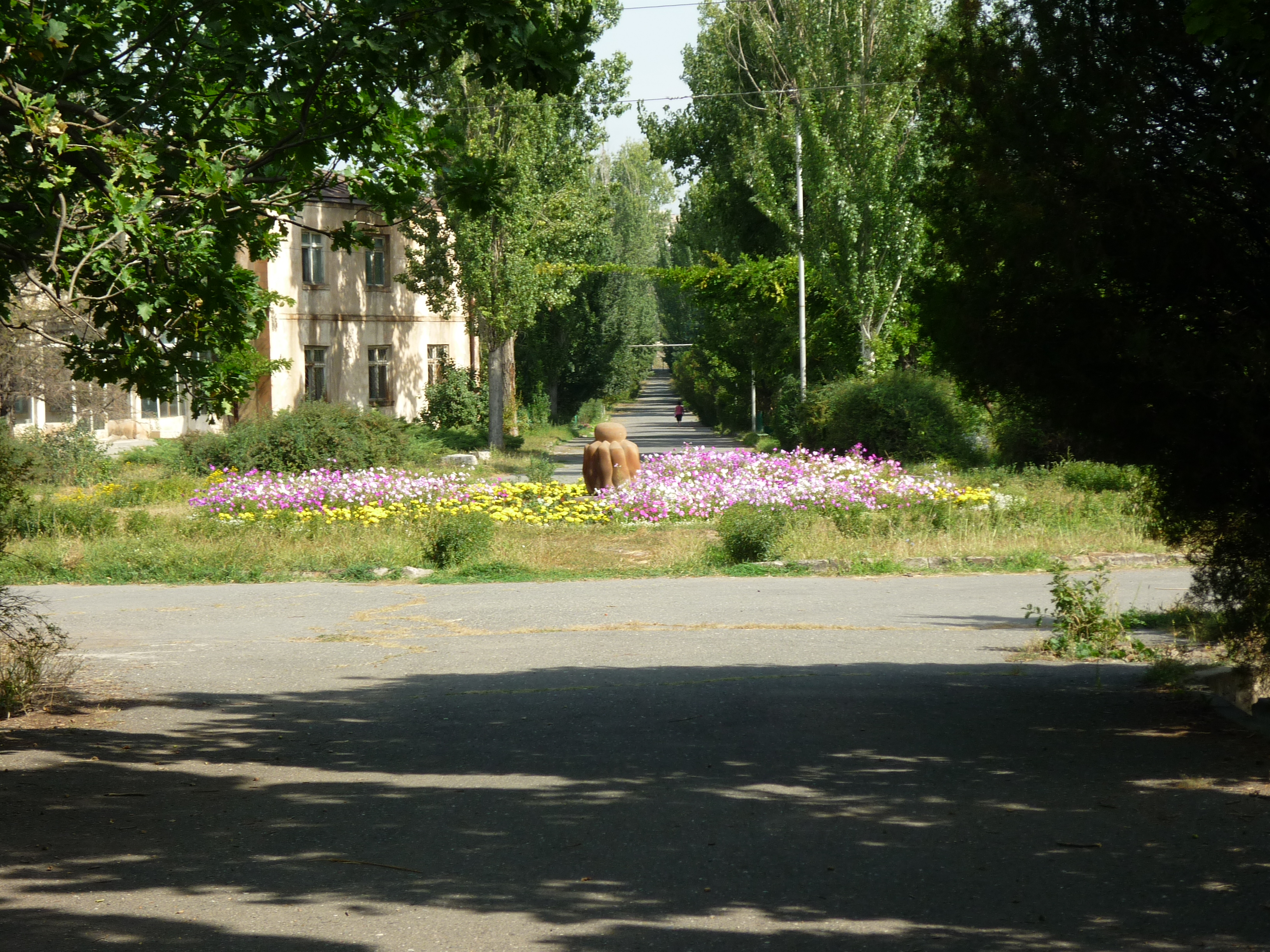
Allée du jardin.